# WIT-1
WIT-1 (воздушный истребитель танков – dosł. latający niszczyciel czołgów) – radziecki samolot szturmowy zaprojektowany w Biurze Projektowym Polikarpowa. Dwusilnikowy WIT-1 został zaprojektowany jako jeden z licznych wielozadaniowych samolotów powstałych z Związku Radzieckim przed II wojną światową. W 1937 roku zbudowano prototyp maszyny, który został oceniony jako obiecujący i na jego podstawie zaprojektowano i zbudowano jego wersję rozwojową WIT-2.

## Historia
W 1936 roku Biuro Projektowe prowadzone przez Nikołaja Polikarpowa otrzymało rozkaz rozpoczęcia prac nad nową generacją szybkich, dwusilnikowych maszyn mogących służyć jako samoloty szturmowe i ciężkie myśliwce. Pierwsza konstrukcja, WIT-1, została ukończona rok później i w oryginalnej konfiguracji miała służyć przede wszystkim jako samolot szturmowy („niszczyciel czołgów”), ale mogła też być przystosowana do innych zadań – w zależności od uzbrojenia (siedem możliwych konfiguracji), maszyna mogła służyć jako niszczyciel czołgów, bombowiec nurkujący, samolot rozpoznawczy, bombowiec taktyczny i ciężki myśliwiec.
Samolot został oceniony jako obiecujący, ale w czasie testowania odkryto szereg problemów ze stabilnością i na jego podstawie postanowiono zaprojektować jego następcę WIT-2 z nieco zmienioną konstrukcją i silnikami o większej mocy.

## Opis konstrukcji
WIT-1 był dwusilnikowym dolnopłatem o konstrukcji mieszanej. Kadłub samolotu miał konstrukcję skorupową z zewnętrzną powłoką zbudowaną z brzozowej sklejki. Skrzydła i powierzchnie sterowe miały mieszaną stalowo-duraluminiową konstrukcję kratownicową krytą powłoką duraluminiową. WIT-1 był pierwszym radzieckim samolotem, w którym całe powierzchnie sterowe były wykonane z metalu.
Samolot miał podwozie konwencjonalne, trójkołowe – podwozie główne było chowane w locie do gondoli silnikowych, kółko ogonowe było stałe. Dziób samolotu był bardzo przeszklony, co dawało bombardierowi/obserwatorowi/nawigatorowi znakomitą widoczność. W dziobie znajdowało się skierowane do przodu 20-milimetrowe działko SzWAK, które mogło poruszać się w płaszczyźnie pionowej o 10°. Bezpośrednio za kabiną pilota umieszczono kabinę radiotelegrafisty/tylnego strzelca, który obsługiwał pojedynczy karabin maszynowy SzKAS kalibru 7,62 mm. W skrzydłach w pobliżu kadłuba umieszczono dwa działka Sz-37 kalibru 37 mm z długimi lufami wystającymi przed dziób samolotu.
Samolot mógł przenosić do 600 kilogramów bomb w wewnętrznej komorze bombowej lub dwie 500-kilogramowe bomby FAB-500, po jednej pod każdym skrzydłem.
Napęd stanowiły dwa silniki rzędowe typu Klimow M-103 o mocy 716 kW (960 KM) każdy z trójłopatowymi śmigłami.